# Ixora ridsdalei
Ixora ridsdalei är en måreväxtart som beskrevs av Arnaud Mouly och Birgitta Bremer. Ixora ridsdalei ingår i släktet Ixora och familjen måreväxter. Inga underarter finns listade i Catalogue of Life.